# Upembasee
Der Upembasee ist ein See in der Demokratischen Republik Kongo.

## Beschreibung
Er ist mit 530 km² der größte See im Bukama-Gebiet der Provinz Haut-Lomami. Er erstreckt sich über 70 km Länge, ist aber nur bis zu 3,2 m tief. Von März bis Juni ist der Wasserspiegel hoch, von Oktober bis Januar ist er niedrig.

## Schutzgebiete
Der See ist Teil des Nationalparks Upemba und liegt in der moorigen Niederung, die durch den Lualaba gebildet wird, den eigentlichen Quellfluss des Kongo. In der Kamalondo-Depression gibt es neben dem Upembasee noch etwa 50 andere, als nächstgrößeren den Kisalesee.
Das Algenwachstum im Upembasee ist stark; die nördliche Hälfte des Sees ist nahezu vollständig von Pflanzen wie der Rohrkolben-Art Typha domingensis bedeckt.